# China Communications Standards Association
China Communications Standards Association, CCSA, är en icke vinstinriktad kinesisk standardiseringsorganisation som grundades 18 december 2002. Organisationen grundades av ett flertal företag och institutioner i Kina för att arbeta med standardisering inom området kommunikation- och informationsteknik.